# Nesobasis brachycerca
Nesobasis brachycerca là một loài chuồn chuồn kim trong họ Coenagrionidae.
Nesobasis brachycerca được Tillyard miêu tả khoa học năm 1924.